# Hugo Woldemar Hickmann
Hugo Woldemar Hickmann (* 9. März 1841 in Radeberg; † 27. Februar 1922 in Langebrück) war ein evangelisch-lutherischer Pfarrer, Autor, Geistlicher der Inneren Mission in Dresden und Feldprediger während des Deutsch-Französischen Kriegs. Er begründete im Jahr 1875 im Augustusbad bei Radeberg das erste Kindererholungsheim Deutschlands.

## Familie
Hickmanns Eltern waren der Radeberger Arzt Heinrich Woldemar Hickmann und die Lehrerin Johanna Wilhelmine Hickmann, geb. König. Er hatte drei Geschwister, unter ihnen der Dresdner Oberlehrer und Autor Johannes Woldemar Hickmann. Im Jahr 1870 heiratete er Margarete Dirnberg. Mit ihr hatte Hickmann sechs Kinder. Einer seiner Söhne war Hugo Hickmann (1877–1955), Politiker und Mitbegründer der sächsischen CDU nach dem Zweiten Weltkrieg.

## Leben
Hickmann besuchte von 1854 bis 1860 das Gymnasium St. Augustin in Grimma, danach absolvierte er ein Theologiestudium an der Universität Leipzig. Die ab Mitte des 19. Jahrhunderts gegründeten Vereine der Inneren Mission weckten sein Interesse. Als im Jahr 1867 der Hauptverein für Innere Mission an der Diakonissenanstalt Dresden gegründet wurde, trat Hickmann die Posten des Schriftführers und Sekretärs an. Von 1868 bis 1878 veröffentlichte er die offizielle Vereinszeitschrift Bausteine. Der Verein ernannte ihn 1870 zu seinem Ersten Vereinsgeistlichen. Der Ausbau und die Vernetzung der sächsischen Vereine der Inneren Mission waren entscheidende Aspekte seiner Tätigkeit.
Als 1870 der Deutsch-Französische Krieg ausbrach, richtete Hickmann eine freiwillige sächsische Felddiakonie ein, der er als Divisionspfarrer vorstand.

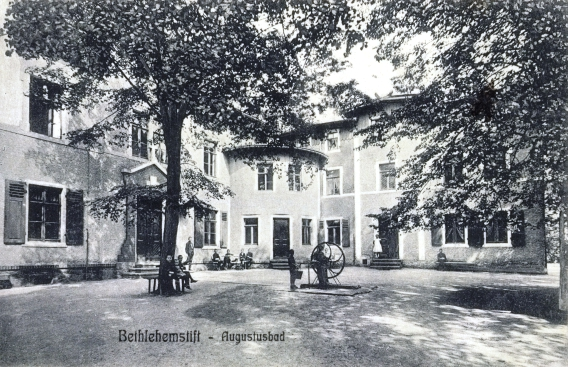
Das Kindererholungsheim im Augustusbad auf einer Postkarte von 1910

Nach dem Krieg rückte die kirchliche Kinderarbeit in den Fokus seines Schaffens. Den ersten Dresdner Kindergottesdienst organisierte Hickmann im Jahr 1871. Als er 1872 für einen Kuraufenthalt im Heilbad Augustusbad bei Radeberg weilte, fielen ihm die gesund und vital wirkenden Kinder der Landbevölkerung besonders ins Auge. Die Stadtkinder, denen die Bewegung und die frische Luft fehlten, kamen ihm dagegen wie „bleiche kraftlose Pflänzlein“ vor, und er entwarf die Idee zur Errichtung eines Erholungsheims speziell für Kinder. In Zusammenarbeit mit Dresdner Ärzten und der Inneren Mission eröffnete er am 1. Juli 1875 das Bethlehemstift genannte erste Kindererholungsheim Deutschlands im ehemaligen Berghaus des Augustusbades. Hickmann leitete das Bethlehemstift bis 1879. Das Modell des Kindererholungsheimes wurde in den folgenden Jahrzehnten deutlich ausgebaut, weitere Einrichtungen an mehreren Standorten folgten dem Beispiel Hickmanns. Bethlehemstifte öffneten in Hohenstein-Ernstthal, Berggießhübel, Neundorf und Zwönitz.
Von 1879 bis 1909 übernahm Hickmann die Stelle des Pfarrers in Cölln b. Meißen. Während seiner Zeit als Pfarrer wurde 1898 die Cöllner Johanneskirche geweiht, welche die St.-Urbanskirche als Pfarrkirche des Ortes ablöste. Hickmann gründete einen evangelischen Arbeiterverein sowie einen Parochial-Frauenverein in seiner Amtszeit. Der Frauenverein etablierte eine Kinderbewahranstalt und eine Gemeindediakoniestation. Diese Station ist 1899 in Johannesstift umbenannt worden und seit 1991 der Sitz des Diakonischen Werks des Kirchenbezirkes Meißen-Großenhain. Von 1878 bis 1915 war Hickmann der Herausgeber des Sächsischen Volkskalenders.
Die Universität Leipzig ernannte Hickmann 1908 zum Ehrendoktor der Theologie. Im Jahr 1909 zum Kirchenrat berufen, emeritierte Hickmann schon ein Jahr später wegen eines Augenleidens, das ihn nach und nach erblinden ließ, und verbrachte den Rest seines Lebens in Langebrück. Am 27. Februar 1922 starb er und wurde auf dem dortigen Friedhof beigesetzt.

## Schriften
- Bausteine. Illustrirtes Monatsblatt für innere Mission. Verlag Dörffling und Franke, Leipzig 1868–1879.[3]
- Die Glockenweihe in Cölln a. Elbe. Verlag der Schriften-Niederlage von Franz Bienenstock, Cölln-Vorbrücke 1888.[4]
- Drei Reden am Sedantage 1895 / Weihrede, Festpredigt, Feldpredigt. Verlag Louis Mosche, Meißen 1895.[5]
- Die neue Johanneskirche in Cölln a. d. Elbe. Selbstverlag des Kirchenvorstandes, Cölln 1898.[6]